# Astrophorida
Astrophorida vormen een orde binnen de klasse der Demospongiae. Sommige van deze orde dienen als voedsel voor zeeschildpadden.
De sponzen zijn precies opgevouwen servetten met een brede voet. Het skelet bestaat uit kleine delen, die worden samengehouden door de spons zelf.

## Taxonomie
- Familie Ancorinidae
- Familie Coppatiidae
- Familie Geodiidae
- Familie Halinidae
- Familie Jaspidae
- Familie Pachastrellidae
- Familie Stellettidae
- Familie Theneidae
- Familie Thrombidae